# Entodon subgeminidens
Entodon subgeminidens là một loài rêu trong họ Entodontaceae. Loài này được P. de la Varde mô tả khoa học đầu tiên năm 1935.